# 그레이 (외계인)

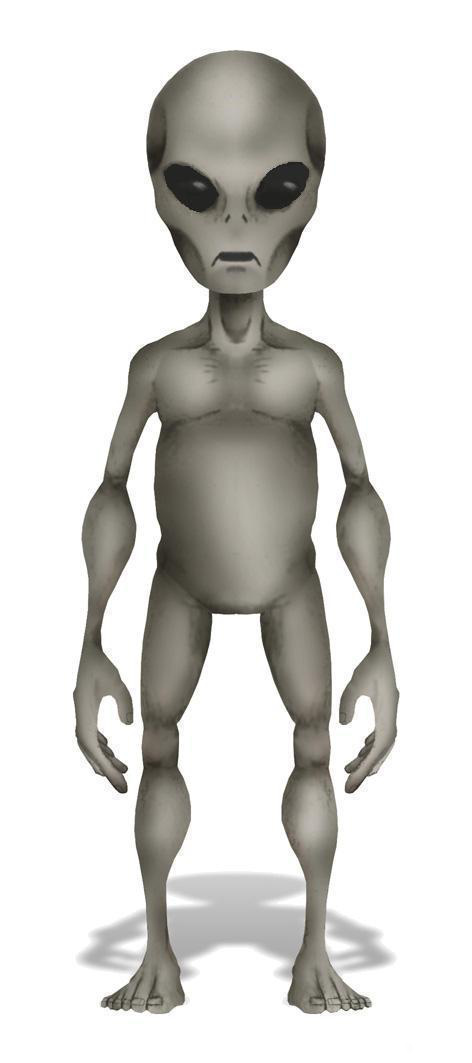
그레이 외계인

그레이(영어: Grey alien, Zeta Reticulan, Roswell Grey, Gray)는 미확인 비행물체에 탑승하여 비행을 조정하고, 외계인의 방문에 관계되는 잡지 기사나 TV 프로 중에서, 잘 취급되는 외계인 중의 하나이다. 미국에서는 외계인에 의한 유괴 사건 등, 목격 보고가 다수 있는 외계인이기도 하다. 그 실제를 믿는 사람은 적지 않지만, 확실한 증거는 없고, 회의적 입장에서는 외계인이라는 것에 대해 사람들이 공유하고 있는 이미지에 지나지 않는다고 생각되고 있다.

## 특징

목격담에 의하면, 각각 섬세한 상위는 있지만, 대략의 공통점은 이하와 같다. 신장은 몸집이 작고, 머리 부분은 크고 회색의 피부를 하고 있다. 그리고, 얼굴은 큰 검은 눈에, 코의 구멍과 작은 입이 특징. 피부색으로부터, 이 타입의 외계인은 그레이라고 불리고 있다. 덧붙여 그레이는 실재하지만 우주인은 아니고 생각하는 것도 외계인에게 만들어진 아바타(Avatar)형태의 클론설(고도의 문명인 생물체가, 위험한 이 세계에 살아있는 몸으로 온다고는 생각되지 않는다.)이나, UMA설, 공룡이 진화한 공룡 인간설, 미래인(未來人)설등이 있다.
그레이 타입의 우주인이 목격되기 이전에는 일반적으로 화성인으로 보여지는 문어형 외계인이 대표적인 외계인의 이미지였다. 그러나, 그레이에 관계된다고 말해지는 사건의 증언자나, 그 특징적인 모습이, TV 프로 등의 미디어를 통해서 노출이 증가하는데 따라서, 점차 그레이가 외계인의 대표적인 이미지가 되어 갔다. 그 간단하고, 충격이 있는 용모의 탓인지, CM에 기용되거나와 각방면에서 캐릭터로서 상품 전개되는 현상도 일어나고 있다. 그레이 타입의 외계인의 조형의 모델은 SF영화 2001년 우주의 여행에 등장하는 스타차일드라고 하고, 힐 부부 사건의 전에 방영되고 있던 SFTV 드라마 아우터 리미트에 등장하는 외계인이다고도 말하고 있다. 또, 이러한 목격 사건의 배후에는 미군이 관련되고 있어 사전에 이러한 그레이를 비밀리에 포획 한 군이, UFO나 플라스마 병기 개발을 교란하기 위해서 사용한다고 하는 설도 있다.

## 분류
원래, 1971년대 UFO 사건의 소개로는, 소인형(小人型) 외계인으로서 일괄하여 소개되고 있는 것이 많았다. 그것이, 미국 전 해군 장교 밀튼 윌리엄 쿠퍼에 의해, 큰 코를 가지고 있는 라지 노즈 그레이와 라지 노즈 그레이의 유전자 조작으로 만들어졌다고 하는 리틀 그레이로 분류되었다. 일반적으로 말하는 그레이는 후자의 경우를 가리키는 것이 많다. 라지 노즈 그레이는, 리틀 그레이 상위에 위치하는 것으로 되어 있다. 원래, 미국인의 외계인 이미지의 고전적인 예는 작고 초록색의 소인 '리틀 그린 맨(Little Green Man)'이라고 하는 부르는 명칭이 1947년의 로즈웰 사건 무렵에는 이미 있었다. 사건의 목장주 브레이젤은 '리틀 그린 맨이 녹색이 아니었다.'라고 중얼거렸다고 한다. 리틀 그레이 라고 하는 명칭은 이것이 유래라고 하는 생각도 할 수 있다.
한층 더 그레이 종족을 2개의 종족으로 분류하고, 라지 노즈 그레이를 오리온 자리의 외계인 리게리안이라고 하고, 베티 바니 힐 부부 사건의 외계인을 그물자리(Reticulum)의 외계인으로서 레티큐리안이라고 하는 설도 미국의 외계인 음모론 그룹인 네바다 에리알 리서치등으로부터 제출되고 있다. 덧붙여 이 출자의 설로서 대립하는 외계인으로서 렙탈리안(파충류 인간 또는 공룡인간)이 있다고 주장하고 있다. 그 밖에도, 눈의 검은 부분이 흰색인 외계인도 있어, 소인형 회색 외계인이 구체적으로 같은 종족, 2종족 분류에 머문다고는 단정할 수 없다.

## 그레이에 관한 사건

### 힐 부부 유괴 사건
1961년 9월 19일 밤 미국 뉴햄프셔주에서 차를 몰고 가고 있던 힐 부부를, 이상한 발광체가 뒤쫓아 왔다. 그 이후 2시간 반 경과한 뒤에, 그 사이의 기억은 모두 없어져 있었다고 한다. 그리고 2년 후, 역행 최면에 의해서 보았던 힐 부부의 기억에 의하면, 그들은 외계인(그레이)에 의해서 UFO내에서 신체검사를 당하고 있었다. 게다가 그레이는 어디에서 왔는지에 대해 그물자리(Reticulum)에서 왔다고 생각하고 있다.
덧붙여 부부는 그레이에 대해 그 모습을 상세하게 말하고 있지만, 그 증언에 의문이 있다. 게다가 이 증언을 한 날의 조금 전에 텔레비전 드라마 아우타리미트에 그레이와 꼭 닮은 외계인이 등장하고 있던 것이나, 역행 최면에 의한 기억의 회복에는 의문이 제기가 되어, 회의론자는 신빙성이 없다고 말하고 있다.
외계인에 관계된 사건 가운데 첫 외계인에 의한 유괴 사건으로 여겨지고 처음으로 그레이가 목격된 사건이기도 하다. 이 사건을 시작으로 그레이 목격이나 비행선이 속출하게 되었다.

### 로즈웰 사건
1947년 7월 8일 미국 뉴멕시코주 로즈웰로 추락한 비행체를 회수했다고 하는 발표를 미군이 한 것이 발단이 된다. 당시 케네스 아놀드에 의한 미확인 비행물체의 총칭의 목격이 세상을 흔들고 있던 적도 있어 주목을 끌었지만, 군이 즉석에서 "비행체 기상 관측용의 기구였다" 라고 정정했기 때문에 그대로 수습했다. 그리고 30년 지나고 1970년대 후반에, UFO 연구가들에 의해서, 이 사건의 재검증을 하였다. 그 결과, 사건 발생 당시에는 우주인의 이야기는 일절 나와 있지 않았는데도 관련되지 않고, 1980년대에는 추락한 비행체에 외계인(그레이)의 시체를 보았다고 하는 증언이 속출, 관련 문서도 연달아 발견되었다. 이러한 거의는 신빙성이 없거나, 가짜로 증명되기도 하고, 사실로 뒷받침해 준 것도 아니었다. 그런 로스웰 사건에 대해 미국 공군은 1994년에 사건 발생 당시 「프로젝트 모글」이라고 하는 기밀 계획에 의한 비밀 실험을 하고 있던 일을 공표하였고, 로스웰에 추락한 물체는 구소련의 핵실험 감시에 사용되는 조사용 기구였다고 분명히 했다. 그러나, 그것도 군에 의한 은폐라고 의심하는 사람도 적지 않다.

## 그레이가 등장하는 작품
- 게임 : 1997년 다크 콜로니
- 드라마 : 엑스파일
- 애니메이션 : 드래곤볼 - 지렌

## 같이 보기
- SETI
- SETI@home
- 외계 생물
- 미확인 비행 물체